# Ardito Bresciani
Ardito Bresciani (25 de junho de 1899 — 17 de junho de 1948) foi um ciclista italiano Seu principal sucesso foi uma vitória de etapa no Giro d'Italia 1927. Ele competiu durante os anos 20 e 30 do século XX.

## Carreira
Participou de duas provas nos Jogos Olímpicos de 1924 em Paris: na estrada individual terminou em décimo segundo lugar, e na estrada por equipes, foi o quinto.
Nos últimos anos, ele competiu em provas de ciclismo de pista.

## Palmarès
- 1927
  - Vencedor de uma etapa do Giro d'Itlia

Resultados do Giro d'Italia
- 1926. 3º da classificação geral
- 1927. 6º da classificação geral. Vencedor de uma etapa
- 1928. 27º da classificação geral

Resultados do Tour de France
- 1925. 28º da classificação geral